# Hans Ludendorff
Friedrich Wilhelm Hans Ludendorff (ur. 26 maja 1873 w Dunowie, zm. 26 czerwca 1941 w Poczdamie) – niemiecki astronom i astrofizyk. Młodszy brat generała Ericha Ludendorffa.

## Życiorys
Po studiach fizycznych, matematycznych i astronomicznych w Berlinie, w 1897 roku zaczął pracować jako asystent w hamburgskim obserwatorium astronomicznym. Po roku zmienił je na obserwatorium astrofizyczne w Poczdamie, gdzie został obserwatorem (1905) i głównym obserwatorem (1915). Od 1921 do emerytury w 1938 był dyrektorem obserwatorium.
Był autorem wielu prac z dziedziny astronomii i astrofizyki (pierwsza z asteroid, zaraz po dyplomie w 1896), bardziej znanych jako Katalog Ludendorffa. Zajmował się gwiazdami gromady kulistej Messier 13. W 1908 zidentyfikował układ podwójny gwiazdy Mizar B (okres: 175.6 dni), wraz z amerykańskim astronomem Edwinem Brantem Frostem.
Był także autorem kilku prac z astronomii prekolumbijskich cywilizacji, zwłaszcza Majów.

## Artykuły
- Tafel zur Berechnung der Störungsfunction für die äussersten kleinen Planeten. „Astronomische Nachrichten”. 140, s. 197, 1896. DOI: 10.1002/asna.18961401303. (niem.).
- Der grosse Sternhaufen im Herkules Messier 13. „Publikationen des Astrophysikalischen Observatoriums zu Potsdam”. 15 (50), 1905. (niem.).brak numeru strony
- Notiz über den spektroskopischen Doppelstern gamma Geminorum. „Astronomische Nachrichten”. 192, s. 447, 1912. DOI: 10.1002/asna.19121922405. (niem.).
- Weitere Untersuchungen über die Massen der spektroskopischen Doppelsterne. „Astronomische Nachrichten”. 211 (6), s. 105-120, 1920. DOI: 10.1002/asna.19202110602. (niem.).
- Handbuch der Astrophysik (1928). (niem.)
- Zur Deutung des Dresdener Maya Kodex. „Sitzungsberichten der Preussischen Ahademie der Wissenschaften”. 11, s. 75-98, 1937. (niem.).
- Versammlung der Astronomischen Gesellschaft. „Astronomische Nachrichten”. 268, s. 163, 1939. DOI: 10.1002/asna.19061722303. (niem.).
- Die Astronomischen Inschriften der Maya. „Festschrift für Elis Strömgren. Astronomical Papers”, s. 143, 1940. (niem.).